# TAROM-Flug 35
Der TAROM-Flug 35 (Flugnummer: RO035, Funkrufzeichen: TAROM 35) war ein Sonderflug der TAROM, der am 4. Februar 1970 im Auftrag der rumänischen Regierung durchgeführt wurde. Die auf diesem Flug eingesetzte Maschine des Typs Antonow An-24W wurde dabei gegen den Berg Vlădeasa geflogen. Obwohl es ursprünglich mehrere Überlebende gegeben hatte, überlebte aufgrund der frostigen Temperaturen und eines verschleppten Rettungseinsatzes von den 21 Insassen an Bord nur ein Passagier den Unfall.

## Maschine
Das Flugzeug war eine im Jahr 1967 gebaute Antonow An-24W mit der Werknummer 77303310, die seit ihrer Inbetriebnahme bei der TAROM das Luftfahrzeugkennzeichen YR-AMT trug. Das zweimotorige Kurzstrecken-Passagierflugzeug war mit zwei Turboproptriebwerken des Typs Iwtschenko AI-24 mit einer Leistung von je 1.877 kW (2.552 PS) ausgestattet.

## Insassen
Den im Auftrag der rumänischen Regierung durchgeführten Flug der TAROM hatten 15 Passagiere angetreten. Es befand sich eine sechsköpfige Besatzung an Bord.

## Unfallhergang
Der Start wurde um 13 Uhr durchgeführt. Die Maschine befand sich auf einem inländischen Flug von Bukarest nach Oradea, als die Piloten bei schlechter Sicht die Maschine für den Endanflug sinken ließen. Gegen 13:45 Uhr streifte die Maschine Baumkronen und stürzte etwa 73 Kilometer südöstlich des Zielflughafens gegen einen verschneiten Berghang. Die sechs Besatzungsmitglieder und sieben der 15 Passagiere starben beim Aufprall. Acht Passagiere überlebten zunächst. Als die Rettungsmannschaften die Unfallstelle nach drei Tagen erreichten, fanden sie jedoch nur noch einen Überlebenden vor.

## Ursache
Die Unfalluntersuchung ergab, dass die Besatzung den Sinkflug zu früh eingeleitet hatte. Dies habe dazu geführt, dass sie die Mindestsinkflughöhe unterschritten und die voll funktionsfähige Maschine kontrolliert ins Gelände steuerten (Controlled flight into terrain). Der einzige Überlebende – der Ungar Sándor Sarkadi – berichtete, dass außer ihm zunächst noch sieben weitere Passagiere den Aufprall überlebt hatten. Aufgrund der frostigen Temperaturen seien sie ihren Verletzungen jedoch bis zum Eintreffen der Rettungskräfte erlegen.